# Yvonne Strahovski
Yvonne Jaqueline Strzechowski (sinh ngày 30 tháng 7 năm 1982), được biết đến nhiều hơn với nghệ danh Yvonne Strahovski, là một nữ diễn viên người Australia. Cô nổi tiếng với vai điệp viên CIA Sarah Walker trong series phim truyền hình Chuck của kênh NBC (2007–2012), Hannah McKay trong series  Dexter (2012–2013) trên kênh Showtime và vai điệp viên CIA Kate Morgan trong phim truyền hình 24: Live Another Day (2014) của kênh Fox. Cô cũng có một vai phụ trong The Guilt Trip (2012). Cô đóng vai Serena Joy Waterford trong bộ phim truyền hình dài tập The Handmaid's Tale (2017 – nay) của Hulu, bộ phim mà cô đã nhận được đề cử Giải Primetime Emmy.
Các tác phẩm đáng chú ý khác của Strahovski bao gồm Lego: The Adventures of Clutch Powers (2010), Killer Elite (2011), I, Frankenstein (2014), The Astronaut Wives Club (2015), Manhattan Night (2016), He's Out There (2018) và The Predator (2018). Cô cũng lồng tiếng cho Miranda Lawson trong loạt trò chơi điện tử Mass Effect và Batwoman trong bộ phim hoạt hình siêu anh hùng Batman: Bad Blood (2016).

## Thời niên thiếu
Strahovski được sinh ra tại  Werrington Downs, New South Wales, là con gái của Bożena và Piotr Strzechowski; bố mẹ cô di cư đến đây từ Warszawa, Ba Lan. Bố cô là một kỹ sư điện và mẹ cô là một kỹ thuật viên phòng thí nghiệm. Cô ấy bắt đầu học diễn xuất từ năm 12 tuổi và học trung học tại Santa Sabina College, Strathfield. Cô học đại học ở Đại học Western Sydney khoa Điện ảnh Nepean vào năm 2003 và đồng sáng lập một công ty điện ảnh nhỏ.

## Sự nghiệp
Strahovski bắt đầu diễn xuất trong những năm đi học khi cô đóng vai Viola trong vở kịch Twelfth Night ở trường. Cô đã xuất hiện trong các vai diễn điện ảnh và truyền hình ở Úc, bao gồm một chương trình châm biếm mở màn Double the Fist và vai Freya Lewis trong bộ phim truyền hình Úc headLand. Cô cũng đã xuất hiện trong phim Sea Patrol của đài Nine Network.
.

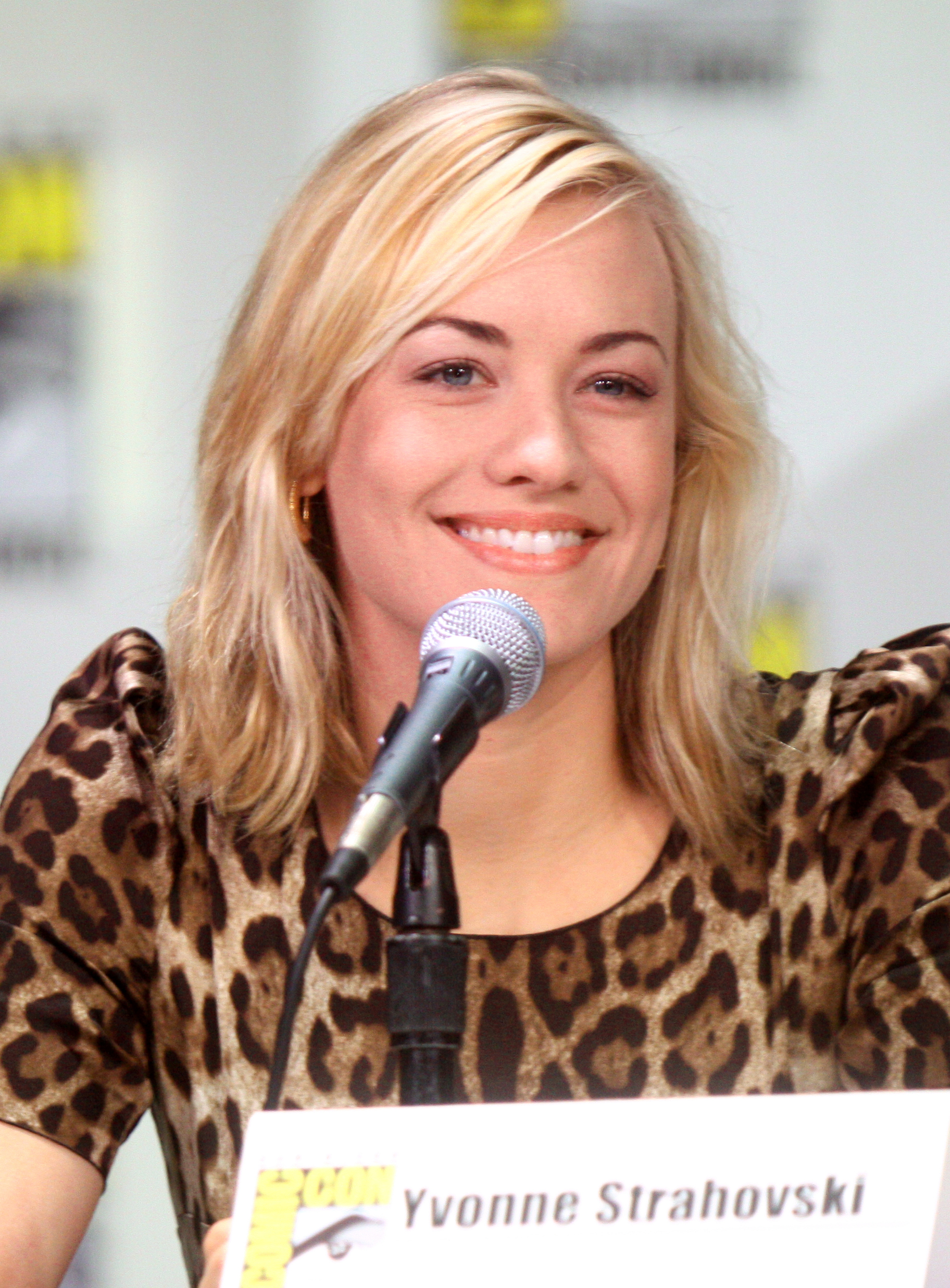
Strahovski tại San Diego Comic-Con năm 2011

Strahovski đã gửi băng thử giọng của mình cho bộ phim truyền hình Chuck khi đang ở Hoa Kỳ thử vai trong các chương trình khác, cụ thể là loạt phim Bionic Woman (2007) của NBC. Cô đã được các nhà sản xuất của Chuck liên hệ vào ngày hôm sau để tham gia và chạy dây với Zachary Levi. Các nhà sản xuất đã gọi lại cho cô ấy một tuần sau đó để cho cô ấy biết rằng cô ấy đã được chọn vào vai Sarah Walker. Sáu tháng sau, cô chuyển đến Hoa Kỳ. Strahovski lấy Strahovski làm nghệ danh của cô ấy thay cho Strzechowski theo yêu cầu của nhà sản xuất Josh Schwartz để phát âm dễ dàng hơn.

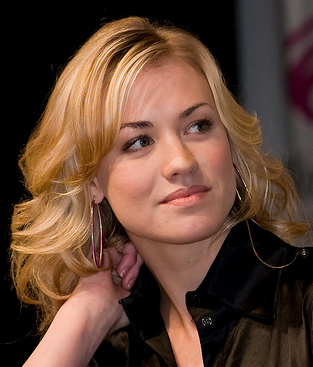
Strahovski tại San Diego Comic Con 2010

Strahovski nói thành thạo tiếng Ba Lan và đã sử dụng nó trong một cuộc trao đổi ngắn với một đồng nghiệp trong tập phim Chuck "Chuck Versus the Wookiee" và một lần nữa trong các tập "Chuck Versus the Three Words" và "Chuck Versus the Honeymooners". Mặc dù cô ấy đóng vai một người Mỹ trong loạt phim, cô ấy đã nói ngắn gọn bằng giọng Úc "Hollywood" trong tập phim "Chuck Versus the Ex".
Strahovski xuất hiện trong các game Mass Effect Galaxy, Mass Effect 2 và Mass Effect 3 với tư cách là người lồng tiếng cho Miranda Lawson. Cô ấy đã được quét khuôn mặt và hoạt hình hóa để có thể đóng vai Lawson trong Mass Effect 2.
Strahovski lồng tiếng cho Aya Brea trong phiên bản tiếng Anh của tựa game chuyển thể từ tiểu thuyết Parasite Eve,The 3rd Birthday, được phát hành vào tháng 3 năm 2011 trên PlayStation Portable. Cô cũng xuất hiện trong một bản phác thảo CollegeHumor vào tháng 4 năm 2011, nhại lại phong cách âm nhạc của Katy Perry, Ke$ha, Lady Gaga và Justin Bieber.
Strahovski xuất hiện trong năm 2011 trong bộ phim Killer Elite cùng với Jason Statham, Clive Owen và Robert De Niro. Cô cũng xuất hiện trong bộ phim hài The Guilt Trip 2012 cùng với Seth Rogen và Barbra Streisand.
Năm 2010, Strahovski nhận được Nữ diễn viên truyền hình hành động được lựa chọn tại Teen Choice Awards với phim Chuck cũng như một đề cử cho giải Nhân vật nữ xuất sắc nhất trong Giải thưởng Trò chơi điện tử Spike với Mass Effect 2. Năm 2011, Strahovski lại được đề cử tại giải Teen Choice Awards với Giải thưởng Nữ diễn viên truyền hình hành động được lựa chọn. Năm 2011, Tạp chí Cosmopolitan (Úc) đã vinh danh Strahovski là Nữ diễn viên hài không đáng sợ của năm cùng với Nữ diễn viên truyền hình được yêu thích nhất.
Vào tháng 11 năm 2011, Strahovski được chọn vào vai nữ chính trong I, Frankenstein (2014). Vào tháng 3 năm 2012, cô đã xuất hiện trong một quảng cáo SoBe Life mới. Và vào tháng 5 năm 2012, Strahovski xếp thứ 35 trong Maxim Hot 100. Vào tháng 6 năm 2012, Showtime thông báo Strahovski đã tham gia phim Dexter mùa bảy trong vai Hannah McKay, một phụ nữ tham gia vào cuộc điều tra sau cái chết của người yêu cũ của cô, một kẻ giết người hàng loạt mà cô đã đi cùng khi còn là một thiếu niên. Cô diễn lại vai Hannah McKay trong mùa thứ tám của Dexter.
Vào tháng 12 năm 2012, cô xuất hiện lần đầu trên sân khấu Broadway khi diễn lại vở kịch Golden Boy của Clifford Odets, for which she won a Theatre World Award. và cô đã giành được Giải thưởng Thế giới Sân khấu. Strahovski được vinh danh cùng với Liam Hemsworth do các đóng góp của họ trong các vai trò quốc tế với Giải thưởng Điện ảnh Đột phá Úc năm 2012.
Năm 2014, Strahovski tham gia loạt phim truyền hình 24: Live Another Day của Fox với vai Kate Morgan, một điệp viên CIA. Cuối năm đó, cô được chọn vào vai Rene Carpenter trong loạt phim giới hạn The Astronaut Wives Club của đài ABC. Năm 2016, cô đóng vai chính cùng với Adrien Brody với vai Caroline Crowley trong bộ phim xã hội đen Manhattan Night. Cô cũng lọt top Maxim Hot 100 từ năm 2009 đến năm 2013.
Từ năm 2017, cô đã đóng vai chính Serena Joy Waterford trong bộ phim truyền hình nổi tiếng The Handmaid's Tale của Hulu. Với màn trình diễn của mình, Strahovski đã giành được đề cử Giải Primetime Emmy cho Nữ diễn viên phụ xuất sắc trong một bộ phim truyền hình chính kịch vào năm 2018.

## Đời tư
Tại lễ trao giải Emmy 2017, Strahovski tiết lộ rằng cô đã kết hôn với Tim Loden, người bạn trai quen đã sáu năm. Con đầu lòng của họ, một bé trai tên William, được sinh vào tháng 10 năm 2018.

## Các phim đã đóng

### Phim điện ảnh
| Năm  | Tựa phim                              | Vai                | Ghi chú   |
| ---- | ------------------------------------- | ------------------ | --------- |
| 2007 | Gone                                  | Sondra             |           |
| 2008 | The Plex                              | Sarah              |           |
| 2009 | Persons of Interest                   | Lara               | Phim ngắn |
| 2009 | The Canyon                            | Lori Conway        |           |
| 2010 | I Love You Too                        | Alice              |           |
| 2010 | Matching Jack                         | Veronica           |           |
| 2010 | Lego: The Adventures of Clutch Powers | Peg Mooring        | Giọng nói |
| 2011 | Killer Elite                          | Anne Frazier       |           |
| 2012 | The Outback                           | Miranda            | Giọng nói |
| 2012 | The Guilt Trip                        | Jessica            |           |
| 2014 | I, Frankenstein                       | Terra Wade         |           |
| 2015 | Edge                                  | Beth               |           |
| 2016 | Batman: Bad Blood                     | Kate Kane/Batwoman | Voice     |
| 2016 | Manhattan Night                       | Caroline Crowley   |           |
| 2016 | All I See Is You                      | Karen              |           |
| 2018 | He's Out There                        | Laura              |           |
| 2018 | The Predator                          | Emily McKenna      |           |
| 2019 | Angel of Mine                         | Claire             | [ 29 ]    |
| 2021 | The Tomorrow War                      | Vicki Winslow      |           |

### Phim truyền hình
| Năm       | Tựa phim                 | Vai                     | Ghi chú                |
| --------- | ------------------------ | ----------------------- | ---------------------- |
| 2004      | Double the Fist          | Suzie                   | Tập: "Fear Factory"    |
| 2005–2006 | headLand                 | Freya Lewis             | 33 tập                 |
| 2007      | Sea Patrol               | Martina Royce           | Tập: "Cometh the Hour" |
| 2007–2012 | Chuck                    | Đặc vụ CIA Sarah Walker | Vai chính (91 tập)     |
| 2012–2013 | Dexter                   | Hannah McKay            | Vai phụ (17 tập)       |
| 2014      | Louie                    | Blake                   | Tập: "Model"           |
| 2014      | 24: Live Another Day     | CIA Agent Kate Morgan   | Vai chính (12 tập)     |
| 2015      | The Astronaut Wives Club | Rene Carpenter          | Vai chính (10 tập)     |
| 2015      | Edge                     | Beth                    | Tập đầu tiên           |
| 2017–2025 | The Handmaid's Tale      | Serena Joy Waterford    | Vai chính (31 tập)     |
| 2018      | Tangled: The Series      | Stalyan (giọng nói)     | 2 tập                  |
| 2020      | Stateless                | Sofie Werner            | 6 tập                  |

### Trò chơi điện tử
| Năm  | Tựa đề             | Vai            | Ghi chú                        |
| ---- | ------------------ | -------------- | ------------------------------ |
| 2009 | Mass Effect Galaxy | Miranda Lawson | Giọng nói                      |
| 2010 | Mass Effect 2      | Miranda Lawson | Giọng nói và hoạt hình hóa 3D  |
| 2011 | The 3rd Birthday   | Aya Brea       | Giọng nói Lồng tiếng Anh       |
| 2012 | Mass Effect 3      | Miranda Lawson | Lồng tiếng và hoạt hình hóa 3D |

### Các lần xuất hiện khác
| Năm  | Tựa đề                    | Vai                                           | Ghi chú                    |
| ---- | ------------------------- | --------------------------------------------- | -------------------------- |
| 2011 | Three Pop Stars, One Song | Katy Perry, Lady Gaga, Ke$ha và Justin Bieber | Video YouTube CollegeHumor |
| 2015 | Princess Rap Battle       | Daenerys Targaryen                            | Loạt video YouTube; 1 tâp  |